# Campeonato de Invierno 2012 (Costa Rica)
El Campeonato de Invierno 2012 de la UNAFUT, fue la edición 99 del campeonato de la Primera División de Costa Rica. El campeonato es patrocinado por ProGol y la Junta de Protección Social. Estaba integrado por 12 equipos debido al ascenso de la Asociación Deportiva Carmelita ganado en el partido de repechaje ante Orión F.C..
Antes había un club que iba a Primera División por la inclusión del club llamado Guanacaste Fútbol Club; este club sería el sucesor del desaparecido Liberia Mía pero no pudo darse debido al complicado caso de fraude por parte de Minor Vargas, detenido el 18 de enero de 2011, y la demanda de los jugadores Minor Díaz y Pablo Salazar por ¢100 millones. Luis Cubillo presentó el club sucesor de Liberia Mía con una planilla diferente y como entrenador tendría al francés Alain Gay Hardy pero con faltas para ser un club de fútbol.
El equipo presentaba los colores verde y rojo; y tendría como sede la ciudad de Santa Cruz y jugaría sus partidos de local en el Estadio Cacique Diría, pero al final no se aceptó el nuevo club. La UNAFUT decidió contar con doce equipos para este campeonato, por lo que se disputará una liguilla entre Orión y el subcampeón del Campeonato de Segunda División (2011-2012).

## Equipos por Provincia
| Provincia  | N.º | Equipos                                       |
| ---------- | --- | --------------------------------------------- |
| San José   | 3   | Uruguay de Coronado, Pérez Zeledón y Saprissa |
| Alajuela   | 3   | Alajuelense, AD San Carlos y AD Carmelita     |
| Limón      | 2   | Limón FC y Santos de Guápiles                 |
| Heredia    | 2   | Herediano y Belén-Bridgestone                 |
| Cartago    | 1   | Cartaginés                                    |
| Puntarenas | 1   | Puntarenas F.C.                               |

## Estadios Utilizados
| Foto de Estadio | Nombre de Estadio                           | Capacidad | Ubicación                         | Club                     |
| --------------- | ------------------------------------------- | --------- | --------------------------------- | ------------------------ |
|                 | Estadio Nacional de Costa Rica              | 36.000    | Sabana, San José                  | Varios                   |
|                 | Estadio Ricardo Saprissa Aymá               | 22.000    | San Juan de Dios, Tibás, San José | Saprissa                 |
|                 | Estadio Alejandro Morera Soto               | 19.000    | Alajuela, Alajuela                | LD Alajuelense Carmelita |
|                 | Estadio Eladio Rosabal Cordero              | 8.144     | Heredia, Ciudad de Heredia        | Herediano                |
|                 | Estadio José Rafael "Fello" Meza Ivancovich | 13.500    | Cartago, Cartago                  | Cartaginés               |
|                 | Estadio Miguel Ángel "Lito" Pérez           | 4.000     | Puntarenas, Puntarenas            | Puntarenas FC            |
|                 | Estadio Municipal Otto Ureña                | 4.500     | Pérez Zeledón, San José           | Pérez Zeledón            |
|                 | Estadio Carlos Ugalde Álvarez               | 5.000     | San Carlos, Alajuela              | San Carlos               |
|                 | Estadio Juan Gobán                          | 3.000     | Limón                             | Limón FC                 |
|                 | Estadio Ebal Rodríguez Aguilar              | 6.000     | Pococí, Limón                     | Santos                   |
|                 | Polideportivo de Belén                      | 4.403     | Belén, Heredia                    | Belén-Bridgestone        |
|                 | Estadio El Labrador                         | 2.500     | Vázquez de Coronado, San José     | Uruguay de Coronado      |

## Formato
En este campeonato cada uno de los 12 equipos jugó 22 partidos, realizando 2 juegos contra todos los equipos, uno en casa y otro de visitante, para un total de 22 fechas de temporada regular. Al finalizar la temporada regular, los equipos ubicados en los primeros cuatro puestos clasificaron a la fase de semifinales, en la que se enfrentaron el 1° contra el 4° y el 2° contra el 3° en partidos de ida y vuelta, jugándose la vuelta en casa del equipo mejor clasificado. Los ganadores de las semifinales jugaron la final, de igual forma en partidos de ida y vuelta cerrando en casa del mejor clasificado, el ganador tendrá un puesto en la Concacaf Liga Campeones 2013-14.

## Clasificación de equipos
|  |     | Equipos             |  | PJ | G  | E  | P  | GF | GC | Dif | Pts |
|  | --- | ------------------- |  | -- | -- | -- | -- | -- | -- | --- | --- |
|  | 1.  | Alajuelense         |  | 22 | 13 | 5  | 4  | 36 | 22 | +14 | 44  |
|  | 2.  | Saprissa            |  | 22 | 13 | 4  | 5  | 41 | 22 | +19 | 43  |
|  | 3.  | Herediano           |  | 22 | 9  | 10 | 3  | 37 | 25 | +12 | 37  |
|  | 4.  | Limón FC            |  | 22 | 9  | 6  | 7  | 31 | 30 | +1  | 33  |
|  | 5.  | Santos de Guápiles  |  | 22 | 9  | 5  | 8  | 39 | 37 | +2  | 32  |
|  | 6.  | Uruguay de Coronado |  | 22 | 9  | 3  | 10 | 25 | 31 | -6  | 30  |
|  | 7.  | Pérez Zeledón       |  | 22 | 8  | 4  | 10 | 35 | 31 | +4  | 28  |
|  | 8.  | Belén               |  | 22 | 7  | 7  | 8  | 23 | 27 | -4  | 28  |
|  | 9.  | Carmelita           |  | 22 | 6  | 7  | 9  | 21 | 33 | -12 | 25  |
|  | 10. | Puntarenas          |  | 22 | 5  | 7  | 10 | 22 | 34 | -12 | 22  |
|  | 11. | Cartaginés          |  | 22 | 5  | 6  | 11 | 24 | 25 | -1  | 21  |
|  | 12. | San Carlos          |  | 22 | 5  | 5  | 12 | 24 | 41 | -17 | 20  |

### Evolución de la Clasificación
| Equipo / Jornada    | 01 | 02 | 03 | 04 | 05 | 06 | 07 | 08 | 09 | 10 | 11 | 12 | 14 | 15 | 16 | 17 | 13 | 18 | 19 | 20 | 21 | 22 |
| ------------------- | -- | -- | -- | -- | -- | -- | -- | -- | -- | -- | -- | -- | -- | -- | -- | -- | -- | -- | -- | -- | -- | -- |
| LD Alajuelense      | 2  | 2  | 2  | 2  | 2  | 1  | 2  | 1  | 3  | 2  | 1  | 1  | 1  | 1  | 1  | 1  | 1  | 2  | 2  | 2  | 1  | 1  |
| Saprissa            | 1  | 1  | 3  | 3  | 3  | 2  | 1  | 2  | 1  | 3  | 3  | 2  | 2  | 3  | 2  | 2  | 2  | 1  | 1  | 1  | 2  | 2  |
| Herediano           | 3  | 5  | 4  | 4  | 4  | 4  | 3  | 3  | 2  | 1  | 2  | 3  | 3  | 2  | 3  | 3  | 3  | 3  | 3  | 3  | 3  | 3  |
| Limón FC            | 8  | 7  | 9  | 10 | 10 | 11 | 12 | 10 | 6  | 8  | 6  | 5  | 7  | 4  | 4  | 4  | 4  | 4  | 4  | 4  | 4  | 4  |
| Santos de Guápiles  | 11 | 10 | 12 | 12 | 12 | 8  | 9  | 11 | 9  | 6  | 10 | 7  | 5  | 6  | 5  | 5  | 5  | 5  | 5  | 6  | 5  | 5  |
| Uruguay de Coronado | 12 | 12 | 7  | 9  | 6  | 6  | 7  | 6  | 8  | 11 | 11 | 12 | 12 | 12 | 12 | 11 | 11 | 11 | 8  | 8  | 8  | 6  |
| Pérez Zeledón       | 10 | 4  | 6  | 7  | 7  | 7  | 11 | 9  | 11 | 9  | 7  | 9  | 9  | 8  | 6  | 6  | 6  | 7  | 7  | 5  | 6  | 7  |
| Belén-Bridgestone   | 7  | 9  | 10 | 11 | 11 | 12 | 8  | 7  | 5  | 5  | 8  | 6  | 4  | 5  | 7  | 7  | 7  | 6  | 6  | 7  | 7  | 8  |
| Carmelita           | 9  | 11 | 11 | 8  | 9  | 9  | 6  | 8  | 10 | 7  | 5  | 8  | 10 | 11 | 11 | 8  | 8  | 8  | 9  | 9  | 9  | 9  |
| Puntarenas FC       | 5  | 6  | 5  | 5  | 5  | 5  | 5  | 5  | 7  | 10 | 9  | 10 | 8  | 10 | 10 | 12 | 12 | 12 | 12 | 12 | 12 | 10 |
| Cartaginés          | 6  | 3  | 1  | 1  | 1  | 3  | 4  | 4  | 4  | 4  | 4  | 4  | 6  | 7  | 9  | 10 | 10 | 9  | 10 | 10 | 10 | 11 |
| San Carlos          | 4  | 8  | 8  | 6  | 8  | 10 | 10 | 12 | 12 | 12 | 12 | 11 | 11 | 9  | 8  | 9  | 9  | 10 | 11 | 11 | 11 | 12 |

Última Actualización 25 de noviembre

## Tabla de Goleo
| Cristhian Lagos                                | Santos FC            | 18 |
| Henry Cooper                                   | Limón FC             | 10 |
| Brunet Hay                                     | Pérez Zeledón        | 8  |
| Ariel Santana                                  | Belén Bridgestone FC | 7  |
| Actualizada: 25 noviembre de 2012 - 5:00 p. m. |                      |    |

 Goles Anotados.

## Partido de Repechaje
| 17 de junio de 2012 | Orión F.C.             | 2:2 (1:1) | Carmelita                               | Estadio Ricardo Saprissa Aymá, Tibás |                          |
|                     | Adrián Marrero 68' 81' |           | Brian Sanchez 24' Carlos Montenegro 71' | Árbitro(s): Allen Quirós             | Árbitro(s): Allen Quirós |

| 24 de junio de 2012 | Carmelita             | 2:0 (0:0) | Orión F.C. | Estadio Alejandro Morera Soto, Alajuela |                             |
|                     | Mario Camacho 68' 88' |           |            | Árbitro(s): Ricardo Montero             | Árbitro(s): Ricardo Montero |

## Jornadas
| Saprissa      | 3 - 1 | Pérez Zeledón       | 25 de julio | Teletica   | Estadio Saprissa        |
| Puntarenas FC | 3 - 3 | San Carlos          | 25 de julio | No hubo    | Estadio Lito Pérez      |
| Cartaginés    | 1 - 1 | Belén-Bridgestone   | 25 de julio | Teletica   | Estadio Fello Meza      |
| Alajuelense   | 2 - 0 | Uruguay de Coronado | 25 de julio | Repretel   | Estadio Morera Soto     |
| Carmelita     | 1 - 1 | Limón FC            | 26 de julio | Extra TV42 | Estadio Morera Soto     |
| Herediano     | 2 - 0 | Santos              | 26 de julio | Repretel   | Estadio Rosabal Cordero |

| Pérez Zeledón       | 6 - 0 | Carmelita     | 29 de julio  | Teletica   | Estadio Municipal      |
| Uruguay de Coronado | 0 - 4 | Saprissa      | 29 de julio  | Repretel   | Estadio Nacional       |
| San Carlos          | 0 - 2 | Cartaginés    | 29 de julio  | Teletica   | Estadio Carlos Ugalde  |
| Santos              | 2 - 2 | Puntarenas FC | 1 de agosto  | Extra TV42 | Estadio Ebal Rodríguez |
| Belén-Bridgestone   | 1 - 3 | Alajuelense   | 2 de agosto  | Repretel   | Estadio Nacional       |
| Limón FC            | 3 - 3 | Herediano     | 14 de agosto | Repretel   | Estadio Juan Gobán     |

| Herediano         | 2 - 1 | Pérez Zeledón       | 4 de agosto  | Repretel   | Estadio Rosabal Cordero        |
| Puntarenas FC     | 2 - 1 | Limón FC            | 5 de agosto  | Teletica   | Estadio Lito Pérez             |
| Belén-Bridgestone | 0 - 2 | Uruguay de Coronado | 5 de agosto  | Repretel   | Estadio Polideportivo de Belén |
| Alajuelense       | 1 - 1 | San Carlos          | 5 de agosto  | Repretel   | Estadio Morera Soto            |
| Cartaginés        | 6 - 0 | Santos              | 5 de agosto  | Teletica   | Estadio Fello Meza             |
| Carmelita         | 1 - 1 | Saprissa            | 29 de agosto | Extra TV42 | Estadio Morera Soto            |

| Limón FC            | 1 - 2 | Cartaginés        | 7 de agosto | Repretel   | Estadio Juan Gobán     |
| Santos              | 0 - 2 | Alajuelense       | 8 de agosto | Extra TV42 | Estadio Ebal Rodríguez |
| San Carlos          | 1 - 0 | Belén-Bridgestone | 8 de agosto | No hubo    | Estadio Carlos Ugalde  |
| Saprissa            | 2 - 1 | Herediano         | 8 de agosto | Teletica   | Estadio Saprissa       |
| Pérez Zeledón       | 1 - 1 | Puntarenas FC     | 8 de agosto | No hubo    | Estadio Municipal      |
| Uruguay de Coronado | 0 - 1 | Carmelita         | 9 de agosto | Repretel   | Estadio Saprissa       |

| Alajuelense       | 0 - 0 | Limon FC            | 11 de agosto | Repretel        | Estadio Morera Soto            |
| Puntarenas FC     | 0 - 0 | Saprissa            | 12 de agosto | Teletica        | Estadio Lito Pérez             |
| Cartaginés        | 0 - 0 | Pérez Zeledón       | 12 de agosto | XperTV Canal 33 | Estadio Fello Meza             |
| Belén-Bridgestone | 3 - 3 | Santos              | 12 de agosto | Canal 11        | Estadio Polideportivo de Belén |
| San Carlos        | 0 - 2 | Uruguay de Coronado | 12 de agosto | Teletica        | Estadio Carlos Ugalde          |
| Herediano         | 0 - 0 | Carmelita           | 12 de agosto | Repretel        | Estadio Rosabal Cordero        |

| Saprissa      | 2 - 0 | Cartaginés          | 16 de agosto | Teletica   | Estadio Nacional               |
| Santos        | 5 - 1 | San Carlos          | 18 de agosto | Extra TV42 | Estadio Ebal Rodríguez Aguilar |
| Pérez Zeledón | 0 - 1 | Alajuelense         | 19 de agosto | Teletica   | Estadio Municipal              |
| Carmelita     | 0 - 1 | Puntarenas FC       | 19 de agosto | Extra TV42 | Estadio Morera Soto            |
| Limon FC      | 1 - 1 | Belén-Bridgestone   | 19 de agosto | Repretel   | Estadio Juan Gobán             |
| Herediano     | 2 - 0 | Uruguay de Coronado | 19 de agosto | Repretel   | Estadio Rosabal Cordero        |

| Saprissa          | 2 - 2 | Alajuelense         | 25 de agosto | Teletica   | Estadio Saprissa               |
| Puntarenas FC     | 0 - 2 | Herediano           | 26 de agosto | Teletica   | Estadio Lito Pérez             |
| Cartaginés        | 1 - 2 | Carmelita           | 26 de agosto | No hubo    | Estadio Fello Meza             |
| Santos            | 1 - 1 | Uruguay de Coronado | 26 de agosto | Extra TV42 | Estadio Ebal Rodríguez Aguilar |
| Belén-Bridgestone | 2 - 1 | Pérez Zeledón       | 26 de agosto | Repretel   | Estadio Polideportivo de Belén |
| San Carlos        | 2 - 2 | Limón               | 26 de agosto | Teletica   | Estadio Carlos Ugalde          |

| Saprissa            | 0 - 2 | Belén-Bridgestone | 1 de septiembre | Teletica   | Estadio Ricardo Saprissa |
| Uruguay de Coronado | 2 - 1 | Puntarenas FC     | 2 de septiembre | Repretel   | Estadio Coyella Fonseca  |
| Pérez Zeledón       | 2 - 1 | San Carlos        | 2 de septiembre | Teletica   | Estadio Municipal        |
| Limón FC            | 3 - 2 | Santos            | 2 de septiembre | Repretel   | Estadio Juan Gobán       |
| Herediano           | 1 - 1 | Cartaginés        | 2 de septiembre | Repretel   | Estadio Rosabal Cordero  |
| Carmelita           | 0 - 3 | Alajuelense       | 2 de septiembre | Extra TV42 | Estadio Morera Soto      |

| Alajuelense       | 0 - 3 | Herediano           | 8 de septiembre | Repretel   | Estadio Morera Soto            |
| Limón FC          | 5 - 1 | Uruguay de Coronado | 9 de septiembre | Repretel   | Estadio Juan Gobán             |
| Cartaginés        | 3 - 1 | Puntarenas FC       | 9 de septiembre | Teletica   | Estadio Fello Meza             |
| Belén-Bridgestone | 1 - 0 | Carmelita           | 9 de septiembre | Repretel   | Estadio Polideportivo de Belén |
| Santos            | 2 - 1 | Pérez Zeledón       | 9 de septiembre | Extra TV42 | Estadio Ebal Rodríguez         |
| San Carlos        | 1 - 6 | Saprissa            | 9 de septiembre | Teletica   | Estadio Carlos Ugalde          |

| Saprissa            | 0 - 2 | Santos            | 15 de septiembre | Teletica   | Estadio Saprissa        |
| Puntarenas FC       | 2 - 2 | Alajuelense       | 16 de septiembre | Teletica   | Estadio Lito Pérez      |
| Uruguay de Coronado | 1 - 2 | Cartaginés        | 16 de septiembre | Repretel   | Estadio El Labrador     |
| Carmelita           | 4 - 2 | San Carlos        | 16 de septiembre | ExtraTV 42 | Estadio Morera Soto     |
| Pérez Zeledón       | 4 - 3 | Limón FC          | 16 de septiembre | No hubo    | Estadio Municipal       |
| Herediano           | 1 - 1 | Belén-Bridgestone | 16 de septiembre | Repretel   | Estadio Rosabal Cordero |

| Santos            | 1 - 2 | Carmelita           | 22 de septiembre | Extra TV42 | Estadio Ebal Rodríguez Aguilar |
| Alajuelense       | 1 - 0 | Cartaginés          | 22 de septiembre | Repretel   | Estadio Morera Soto            |
| Pérez Zeledón     | 2 - 1 | Uruguay de Coronado | 23 de septiembre | Teletica   | Estadio Municipal              |
| Belén-Bridgestone | 0 - 0 | Puntarenas FC       | 23 de septiembre | Repretel   | Estadio Polideportivo de Belén |
| San Carlos        | 1 - 0 | Herediano           | 23 de septiembre | Teletica   | Estadio Carlos Ugalde          |
| Limón FC          | 1 - 0 | Saprissa            | 23 de septiembre | Repretel   | Estadio Juan Gobán             |

| Uruguay de Coronado | 1 - 2 | Alajuelense   | 29 de septiembre | Repretel          | Estadio Coyella Fonseca        |
| Pérez Zeledón       | 1 - 2 | Saprissa      | 30 de septiembre | Teletica          | Estadio Municipal              |
| Belén-Bridgestone   | 1 - 0 | Cartaginés    | 30 de septiembre | Repretel          | Estadio Polideportivo de Belén |
| Limón FC            | 2 - 1 | Carmelita     | 30 de septiembre | Repretel          | Estadio Juan Gobán             |
| Santos              | 2 - 1 | Herediano     | 30 de septiembre | Extra TV Canal 42 | Estadio Ebal Rodríguez Aguilar |
| San Carlos          | 2 - 0 | Puntarenas FC | 30 de septiembre | Teletica          | Estadio Carlos Ugalde          |

| Puntarenas FC | 0 - 0 | Santos              | 3 de octubre   | No hubo           | Estadio Lito Pérez      |
| Herediano     | 2 - 0 | Limón FC            | 4 de octubre   | Repretel          | Estadio Rosabal Cordero |
| Alajuelense   | 1 - 0 | Belén-Bridgestone   | 31 de octubre  | Repretel          | Estadio Morera Soto     |
| Cartaginés    | 0 - 0 | San Carlos          | 31 de octubre  | No hubo           | Estadio Carlos Ugalde   |
| Saprissa      | 2 - 0 | Uruguay de Coronado | 31 de octubre  | Teletica          | Estadio Saprissa        |
| Carmelita     | 1 - 1 | Pérez Zeledón       | 1 de noviembre | Extra TV Canal 42 | Estadio Morera Soto     |

| Pérez Zeledón       | 2 - 2 | Herediano         | 7 de octubre  | Teletica   | Estadio Municipal      |
| Limón FC            | 0 - 1 | Puntarenas FC     | 7 de octubre  | Repretel   | Estadio Juan Gobán     |
| Santos              | 3 - 2 | Cartaginés        | 7 de octubre  | Extra TV42 | Estadio Ebal Rodríguez |
| Uruguay de Coronado | 0 - 1 | Belén-Bridgestone | 7 de octubre  | Repretel   | Estadio El Labrador    |
| San Carlos          | 2 - 0 | Alajuelense       | 7 de octubre  | Teletica   | Estadio Carlos Ugalde  |
| Saprissa            | 2 - 0 | Carmelita         | 10 de octubre | Teletica   | Estadio Saprissa       |

| Herediano         | 2 - 1 | Saprissa            | 13 de octubre | Repretel   | Estadio Rosabal Cordero        |
| Puntarenas FC     | 0 - 2 | Pérez Zeledón       | 14 de octubre | Teletica   | Estadio Lito Pérez             |
| Belén-Bridgestone | 2 - 3 | San Carlos          | 14 de octubre | Repretel   | Estadio Polideportivo de Belén |
| Cartaginés        | 0 - 1 | Limón FC            | 14 de octubre | Teletica   | Estadio Fello Meza             |
| Alajuelense       | 2 - 1 | Santos              | 14 de octubre | Repretel   | Estadio Morera Soto            |
| Carmelita         | 1 - 2 | Uruguay de Coronado | 15 de octubre | Extra TV42 | Estadio Morera Soto            |

| Carmelita           | 0 - 0 | Herediano         | 19 de octubre | Extra TV42 | Estadio Morera Soto    |
| Limón FC            | 1 - 0 | Alajuelense       | 19 de octubre | Repretel   | Estadio Juan Gobán     |
| Pérez Zeledón       | 1 - 0 | Cartaginés        | 21 de octubre | No hubo    | Estadio Municipal      |
| Saprissa            | 2 - 1 | Puntarenas FC     | 21 de octubre | Teletica   | Estadio Saprissa       |
| Santos              | 3 - 0 | Belén-Bridgestone | 21 de octubre | Extra TV42 | Estadio Ebal Rodríguez |
| Uruguay de Coronado | 1 - 1 | San Carlos        | 21 de octubre | Repretel   | Estadio El Labrador    |

| Uruguay de Coronado | 4 - 3 | Herediano     | 27 de octubre   | Repretel | Estadio El Labrador            |
| Cartaginés          | 1 - 3 | Saprissa      | 28 de octubre   | Teletica | Estadio Fello Meza             |
| Puntarenas FC       | 0 - 1 | Carmelita     | 28 de octubre   | No hubo  | Estadio Lito Pérez             |
| Belén-Bridgestone   | 1 - 2 | Limón FC      | 28 de octubre   | Repretel | Estadio Polideportivo de Belén |
| San Carlos          | 0 - 1 | Santos        | 28 de octubre   | Teletica | Estadio Carlos Ugalde          |
| Alajuelense         | 2 - 1 | Pérez Zeledón | 21 de noviembre | Repretel | Estadio Morera Soto            |

| Herediano           | 4 - 1 | Puntarenas FC     | 3 de noviembre | Repretel          | Estadio Rosabal Cordero |
| Uruguay de Coronado | 1 - 0 | Santos            | 4 de noviembre | Repretel          | Estadio El Labrador     |
| Pérez Zeledón       | 0 - 1 | Belén-Bridgestone | 4 de noviembre | Teletica          | Estadio Municipal       |
| Limón FC            | 2 - 1 | San Carlos        | 4 de noviembre | Repretel          | Estadio Juan Gobán      |
| Alajuelense         | 2 - 3 | Saprissa          | 4 de noviembre | Repretel          | Estadio Morera Soto     |
| Carmelita           | 0 - 0 | Cartaginés        | 5 de noviembre | Extra TV Canal 42 | Estadio Morera Soto     |

| Santos            | 3 - 0 | Limón FC            | 7 de noviembre | Extra TV | Estadio Ebal Rodríguez         |
| Puntarenas FC     | 1 - 2 | Uruguay de Coronado | 7 de noviembre | No hubo  | Estadio Lito Pérez             |
| San Carlos        | 1 - 3 | Pérez Zeledón       | 7 de noviembre | No hubo  | Estadio Carlos Ugalde          |
| Alajuelense       | 2 - 0 | Carmelita           | 7 de noviembre | Repretel | Estadio Morera Soto            |
| Cartaginés        | 2 - 3 | Herediano           | 7 de noviembre | Teletica | Estadio Fello Meza             |
| Belén-Bridgestone | 1 - 0 | Saprissa            | 8 de noviembre | Repretel | Estadio Polideportivo de Belén |

| Herediano           | 2 - 4 | Alajuelense       | 10 de noviembre | Repretel   | Estadio Rosabal Cordero |
| Puntarenas FC       | 1 - 0 | Cartaginés        | 11 de noviembre | No hubo    | Estadio Lito Pérez      |
| Saprissa            | 2 - 1 | San Carlos        | 11 de noviembre | Teletica   | Estadio Saprissa        |
| Pérez Zeledón       | 4 - 1 | Santos            | 11 de noviembre | Teletica   | Estadio Municipal       |
| Carmelita           | 2 - 2 | Belén-Bridgestone | 11 de noviembre | ExtraTV 42 | Estadio Morera Soto     |
| Uruguay de Coronado | 0 - 0 | Limón FC          | 11 de noviembre | Repretel   | Estadio El Labrador     |

| Cartaginés        | 0 - 1 | Uruguay de Coronado | 18 de noviembre | Teletica   | Estadio Fello Meza             |
| Belén-Bridgestone | 0 - 0 | Herediano           | 18 de noviembre | Repretel   | Estadio Polideportivo de Belén |
| Santos            | 2 - 2 | Saprissa            | 18 de noviembre | ExtraTV 42 | Estadio Nacional               |
| Limón FC          | 2 - 1 | Pérez Zeledón       | 18 de noviembre | Repretel   | Estadio Juan Gobán             |
| San Carlos        | 0 - 2 | Carmelita           | 18 de noviembre | Teletica   | Estadio Carlos Ugalde          |
| Alajuelense       | 3 - 1 | Puntarenas FC       | 18 de noviembre | Repretel   | Estadio Morera Soto            |

| Herediano           | 1 - 0 | San Carlos        | 25 de noviembre | Canal 6         | Estadio Rosabal Cordero |
| Carmelita           | 2 - 5 | Santos            | 25 de noviembre | ExtraTV 42      | Estadio Morera Soto     |
| Saprissa            | 2 - 0 | Limón FC          | 25 de noviembre | Teletica        | Estadio Saprissa        |
| Puntarenas FC       | 3 - 2 | Belén-Bridgestone | 25 de noviembre | No hubo         | Estadio Lito Pérez      |
| Uruguay de Coronado | 3 - 0 | Pérez Zeledón     | 25 de noviembre | Repretel        | Estadio El Labrador     |
| Cartaginés          | 1 - 1 | Alajuelense       | 25 de noviembre | XperTV Canal 33 | Estadio Fello Meza      |

## Fase Final
|  | Semifinales          | Semifinales          | Semifinales          | Semifinales          | Semifinales          |   |   | Final                  | Final                  | Final                  | Final                  | Final                  |  |
|  | (2 y 9 de diciembre) | (2 y 9 de diciembre) | (2 y 9 de diciembre) | (2 y 9 de diciembre) | (2 y 9 de diciembre) |   |   | (16 y 22 de diciembre) | (16 y 22 de diciembre) | (16 y 22 de diciembre) | (16 y 22 de diciembre) | (16 y 22 de diciembre) |  |
|  |                      |                      |                      |                      |                      |   |   |                        |                        |                        |                        |                        |  |
|  |                      |                      |                      |                      |                      |   |   |                        |                        |                        |                        |                        |  |
|  | 3                    | Herediano            | 1                    | 1                    | 2                    |   |   |                        |                        |                        |                        |                        |  |
|  | 3                    | Herediano            | 1                    | 1                    | 2                    |   |   |                        |                        |                        |                        |                        |  |
|  | 2                    | Saprissa             | 1                    | 0                    | 1                    |   |   |                        |                        |                        |                        |                        |  |
|  | 2                    | Saprissa             | 1                    | 0                    | 1                    |   | 3 | Herediano              | 1                      | 1                      | 2                      |                        |  |
|  |                      |                      |                      |                      |                      |   | 3 | Herediano              | 1                      | 1                      | 2                      |                        |  |
|  |                      |                      | 1                    | LD Alajuelense       | 2                    | 1 | 3 |                        |                        |                        |                        |                        |  |
|  | 4                    | Limón FC             | 1                    | LD Alajuelense       | 2                    | 1 | 3 | 0                      | 0                      | 0                      |                        |                        |  |
|  | 4                    | Limón FC             |                      |                      |                      |   |   | 0                      | 0                      | 0                      |                        |                        |  |
|  | 1                    | LD Alajuelense       | 1                    | 0                    | 1                    |   |   |                        |                        |                        |                        |                        |  |
|  | 1                    | LD Alajuelense       | 1                    | 0                    | 1                    |   |   |                        |                        |                        |                        |                        |  |
|  |                      |                      |                      |                      |                      |   |   |                        |                        |                        |                        |                        |  |

### Semifinales

#### Ida
| 2 de diciembre de 2012, 17:00 | Herediano         | 1:1 (0:1) | Saprissa             | Estadio Eladio Rosabal, Heredia                          |                                                          |
|                               | Yendrick Ruiz 52' |           | Douglas Sequeira 30' | Asistencia: 6073 espectadores Árbitro(s): Walter Quesada | Asistencia: 6073 espectadores Árbitro(s): Walter Quesada |

| 5 de diciembre de 2012, 20:00 | Limón FC | 0:1 (0:1) | Alajuelense       | Estadio Nacional, San José                               |                                                          |
|                               |          |           | Johnny Acosta 34' | Asistencia: 20789 espectadores Árbitro(s): Jeffrey Solís | Asistencia: 20789 espectadores Árbitro(s): Jeffrey Solís |

#### Vuelta
| 9 de diciembre de 2012, 15:00 | Saprissa | 0:1 (0:0) | Herediano         | Estadio Ricardo Saprissa Aymá, Tibás                 |                                                      |
|                               |          |           | Mauricio Núñez 86 | Asistencia: 18364 espectadores Árbitro(s): Hugo Cruz | Asistencia: 18364 espectadores Árbitro(s): Hugo Cruz |

| 9 de diciembre de 2012, 18:00 | Alajuelense | 0:0 (0:0) | Limón FC | Estadio Alejandro Morera Soto, Alajuela                    |  |
|                               |             |           |          | Asistencia: 14028 espectadores Árbitro(s): Ricardo Montero |  |

### Final

#### Ida
| 1     | POR   | Leonel Moreira         |     |
| 21    | DEF   | Pablo Salazar          |     |
| 4     | DEF   | Cristian Montero       |     |
| 17    | DEF   | Marvin Obando          |     |
| 24    | DEF   | Mauricio Núñez         |     |
| 5     | MED   | Óscar Esteban Granados |     |
| 15    | MED   | José Sánchez Barquero  |     |
| 14    | MED   | José Miguel Cubero     | 56' |
| 29    | MED   | Esteban Ramírez        | 45' |
| 13    | MED   | Elías Aguilar          |     |
| 9     | DEL   | Minor Díaz             | 45' |
| D. T. | D. T. | Claudio Jara           |     |

| 1     | POR   | Patrick Pemberton  |       |
| 6     | DEF   | José Salvatierra   |       |
| 2     | DEF   | Elías Palma        |       |
| 3     | DEF   | Johnny Acosta      |       |
| 14    | DEF   | Cristopher Meneses |       |
| 12    | MED   | Pablo Gabas        | 90+2' |
| 29    | MED   | Jorge Davis        |       |
| 13    | MED   | Luis Miguel Valle  |       |
| 16    | MED   | Allen Guevara      | 77'   |
| 26    | DEL   | Álvaro Sánchez     | 56'   |
| 8     | DEL   | Armando Alonso     |       |
| D. T. | D. T. | Óscar Ramírez      |       |

| 11 | Defensa        | Marvin Angulo | 45' |
| 30 | Centrocampista | Enoc Pérez    | 45' |
| 10 | Delantero      | Ismael Gómez  | 56' |

| 28 | Defensa        | Juan Gabriel Guzmán | 77'   |
| 10 | Centrocampista | Anderson Andrade    | 56'   |
| 30 | Centrocampista | Jorge Gatgens       | 90+2' |

| 68' | Cristian Montero | 1-2 |

| 24' · 32' | Allen Guevara Jorge Davis | 0-1 0-2 |

| 67' · 79' | Cristopher Meneses Patrick Pemberton |

| Expulsado · Expulsado | Óscar Esteban Granados Cristian Montero |

| Otorgado · Expulsado | Armando Alonso |

| Principal  | Ricardo Cerdas |
| Asistentes | Leonel Leal    |
|            | Osvaldo Luna   |

|  |                    | [[Archivo:\|border\|30px]] |   |
|  | Tiros              | -                          | - |
|  | Tiros a puerta     | -                          | - |
|  | Faltas             | -                          | - |
|  | Saques de esquina  | -                          | - |
|  | Penaltis           | -                          | - |
|  | Fueras de juego    | -                          | - |
|  | Posesión del balón | %                          | % |

| 1     | POR   | Leonel Moreira         |     |
| 21    | DEF   | Pablo Salazar          |     |
| 4     | DEF   | Cristian Montero       |     |
| 17    | DEF   | Marvin Obando          |     |
| 24    | DEF   | Mauricio Núñez         |     |
| 5     | MED   | Óscar Esteban Granados |     |
| 15    | MED   | José Sánchez Barquero  |     |
| 14    | MED   | José Miguel Cubero     | 56' |
| 29    | MED   | Esteban Ramírez        | 45' |
| 13    | MED   | Elías Aguilar          |     |
| 9     | DEL   | Minor Díaz             | 45' |
| D. T. | D. T. | Claudio Jara           |     |

| 1     | POR   | Patrick Pemberton  |       |
| 6     | DEF   | José Salvatierra   |       |
| 2     | DEF   | Elías Palma        |       |
| 3     | DEF   | Johnny Acosta      |       |
| 14    | DEF   | Cristopher Meneses |       |
| 12    | MED   | Pablo Gabas        | 90+2' |
| 29    | MED   | Jorge Davis        |       |
| 13    | MED   | Luis Miguel Valle  |       |
| 16    | MED   | Allen Guevara      | 77'   |
| 26    | DEL   | Álvaro Sánchez     | 56'   |
| 8     | DEL   | Armando Alonso     |       |
| D. T. | D. T. | Óscar Ramírez      |       |

| 11 | Defensa        | Marvin Angulo | 45' |
| 30 | Centrocampista | Enoc Pérez    | 45' |
| 10 | Delantero      | Ismael Gómez  | 56' |

| 28 | Defensa        | Juan Gabriel Guzmán | 77'   |
| 10 | Centrocampista | Anderson Andrade    | 56'   |
| 30 | Centrocampista | Jorge Gatgens       | 90+2' |

| 68' | Cristian Montero | 1-2 |

| 24' · 32' | Allen Guevara Jorge Davis | 0-1 0-2 |

| 67' · 79' | Cristopher Meneses Patrick Pemberton |

| Expulsado · Expulsado | Óscar Esteban Granados Cristian Montero |

| Otorgado · Expulsado | Armando Alonso |

| Principal  | Ricardo Cerdas |
| Asistentes | Leonel Leal    |
|            | Osvaldo Luna   |

|  |                    | [[Archivo:\|border\|30px]] |   |
|  | Tiros              | -                          | - |
|  | Tiros a puerta     | -                          | - |
|  | Faltas             | -                          | - |
|  | Saques de esquina  | -                          | - |
|  | Penaltis           | -                          | - |
|  | Fueras de juego    | -                          | - |
|  | Posesión del balón | %                          | % |

| 1     | POR   | Leonel Moreira         |     |
| 21    | DEF   | Pablo Salazar          |     |
| 4     | DEF   | Cristian Montero       |     |
| 17    | DEF   | Marvin Obando          |     |
| 24    | DEF   | Mauricio Núñez         |     |
| 5     | MED   | Óscar Esteban Granados |     |
| 15    | MED   | José Sánchez Barquero  |     |
| 14    | MED   | José Miguel Cubero     | 56' |
| 29    | MED   | Esteban Ramírez        | 45' |
| 13    | MED   | Elías Aguilar          |     |
| 9     | DEL   | Minor Díaz             | 45' |
| D. T. | D. T. | Claudio Jara           |     |

| 1     | POR   | Patrick Pemberton  |       |
| 6     | DEF   | José Salvatierra   |       |
| 2     | DEF   | Elías Palma        |       |
| 3     | DEF   | Johnny Acosta      |       |
| 14    | DEF   | Cristopher Meneses |       |
| 12    | MED   | Pablo Gabas        | 90+2' |
| 29    | MED   | Jorge Davis        |       |
| 13    | MED   | Luis Miguel Valle  |       |
| 16    | MED   | Allen Guevara      | 77'   |
| 26    | DEL   | Álvaro Sánchez     | 56'   |
| 8     | DEL   | Armando Alonso     |       |
| D. T. | D. T. | Óscar Ramírez      |       |

| 11 | Defensa        | Marvin Angulo | 45' |
| 30 | Centrocampista | Enoc Pérez    | 45' |
| 10 | Delantero      | Ismael Gómez  | 56' |

| 28 | Defensa        | Juan Gabriel Guzmán | 77'   |
| 10 | Centrocampista | Anderson Andrade    | 56'   |
| 30 | Centrocampista | Jorge Gatgens       | 90+2' |

| 68' | Cristian Montero | 1-2 |

| 24' · 32' | Allen Guevara Jorge Davis | 0-1 0-2 |

| 67' · 79' | Cristopher Meneses Patrick Pemberton |

| Expulsado · Expulsado | Óscar Esteban Granados Cristian Montero |

| Otorgado · Expulsado | Armando Alonso |

| Principal  | Ricardo Cerdas |
| Asistentes | Leonel Leal    |
|            | Osvaldo Luna   |

|  |                    | [[Archivo:\|border\|30px]] |   |
|  | Tiros              | -                          | - |
|  | Tiros a puerta     | -                          | - |
|  | Faltas             | -                          | - |
|  | Saques de esquina  | -                          | - |
|  | Penaltis           | -                          | - |
|  | Fueras de juego    | -                          | - |
|  | Posesión del balón | %                          | % |

| 1     | POR   | Leonel Moreira         |     |
| 21    | DEF   | Pablo Salazar          |     |
| 4     | DEF   | Cristian Montero       |     |
| 17    | DEF   | Marvin Obando          |     |
| 24    | DEF   | Mauricio Núñez         |     |
| 5     | MED   | Óscar Esteban Granados |     |
| 15    | MED   | José Sánchez Barquero  |     |
| 14    | MED   | José Miguel Cubero     | 56' |
| 29    | MED   | Esteban Ramírez        | 45' |
| 13    | MED   | Elías Aguilar          |     |
| 9     | DEL   | Minor Díaz             | 45' |
| D. T. | D. T. | Claudio Jara           |     |

| 1     | POR   | Patrick Pemberton  |       |
| 6     | DEF   | José Salvatierra   |       |
| 2     | DEF   | Elías Palma        |       |
| 3     | DEF   | Johnny Acosta      |       |
| 14    | DEF   | Cristopher Meneses |       |
| 12    | MED   | Pablo Gabas        | 90+2' |
| 29    | MED   | Jorge Davis        |       |
| 13    | MED   | Luis Miguel Valle  |       |
| 16    | MED   | Allen Guevara      | 77'   |
| 26    | DEL   | Álvaro Sánchez     | 56'   |
| 8     | DEL   | Armando Alonso     |       |
| D. T. | D. T. | Óscar Ramírez      |       |

| 11 | Defensa        | Marvin Angulo | 45' |
| 30 | Centrocampista | Enoc Pérez    | 45' |
| 10 | Delantero      | Ismael Gómez  | 56' |

| 28 | Defensa        | Juan Gabriel Guzmán | 77'   |
| 10 | Centrocampista | Anderson Andrade    | 56'   |
| 30 | Centrocampista | Jorge Gatgens       | 90+2' |

| 68' | Cristian Montero | 1-2 |

| 24' · 32' | Allen Guevara Jorge Davis | 0-1 0-2 |

| 67' · 79' | Cristopher Meneses Patrick Pemberton |

| Expulsado · Expulsado | Óscar Esteban Granados Cristian Montero |

| Otorgado · Expulsado | Armando Alonso |

| Principal  | Ricardo Cerdas |
| Asistentes | Leonel Leal    |
|            | Osvaldo Luna   |

|  |                    | [[Archivo:\|border\|30px]] |   |
|  | Tiros              | -                          | - |
|  | Tiros a puerta     | -                          | - |
|  | Faltas             | -                          | - |
|  | Saques de esquina  | -                          | - |
|  | Penaltis           | -                          | - |
|  | Fueras de juego    | -                          | - |
|  | Posesión del balón | %                          | % |

#### Vuelta
| 1     | POR   | Patrick Pemberton  |     |
| 6     | DEF   | José Salvatierra   |     |
| 2     | DEF   | Elias Palma        |     |
| 3     | DEF   | Johnny Acosta      |     |
| 14    | DEF   | Cristopher Meneses |     |
| 16    | MED   | Allen Guevara      | 95' |
| 29    | MED   | Jorge Davis        | 73' |
| 5     | MED   | Cristian Oviedo    | 58' |
| 13    | MED   | Luis Miguel Valle  |     |
| 7     | MED   | Diego Calvo        |     |
| 12    | DEL   | Pablo Gabas        |     |
| D. T. | D. T. | Óscar Ramírez      |     |

| 1     | POR   | Leonel Moreira     |     |
| 8     | DEF   | José Garro         |     |
| 21    | DEF   | Pablo Salazar      |     |
| 90    | DEF   | Waylon Francis     |     |
| 17    | DEF   | Marvin Obando      |     |
| 14    | MED   | Jose Miguel Cubero |     |
| 13    | MED   | Elías Aguilar      | 56' |
| 16    | MED   | Carlos Hernández   | 71' |
| 11    | MED   | Marvin Angulo      | 82' |
| 30    | DEL   | Enoc Pérez         |     |
| 7     | DEL   | Yendrick Ruiz      |     |
| D. T. | D. T. | Claudio Jara       |     |

| 28 | Centrocampista | Juan Gabriel Guzmán | 58' |
| 10 | Centrocampista | Anderson Andrade    | 73' |
| 26 | Delantero      | Álvaro Sánchez      | 95' |

| 10 | Delantero      | Ismael Gómez    | 56' |
| 29 | Centrocampista | Esteban Ramírez | 71' |
| 99 | Delantero      | Diego País      | 82' |

| 110' Álvaro Sánchez | Bandera de Costa Rica |  |

| 86' Ismael Gómez | Bandera de Argentina |  |

| Amonestado · Amonestado | Bandera de Costa Rica · Bandera de Costa Rica |

| Amonestado · Amonestado | Bandera de Costa Rica · Bandera de Costa Rica |

| Expulsado · Otorgado · Expulsado | Bandera de Costa Rica · Bandera de Costa Rica |

| Expulsado · Otorgado · Expulsado | Bandera de Costa Rica · Bandera de Costa Rica |

| Principal  | Walter Quesada |
| Asistentes | Octavio Jara   |
|            | Edwin Medaglia |
| Cuarto     | Hugo Cruz      |

|  |                    |   | [[Archivo:\|border\|30px]] |
|  | Tiros              | - | -                          |
|  | Tiros a puerta     | - | -                          |
|  | Faltas             | - | -                          |
|  | Saques de esquina  | - | -                          |
|  | Penaltis           | - | -                          |
|  | Fueras de juego    | - | -                          |
|  | Posesión del balón | % | %                          |

| 1     | POR   | Patrick Pemberton  |     |
| 6     | DEF   | José Salvatierra   |     |
| 2     | DEF   | Elias Palma        |     |
| 3     | DEF   | Johnny Acosta      |     |
| 14    | DEF   | Cristopher Meneses |     |
| 16    | MED   | Allen Guevara      | 95' |
| 29    | MED   | Jorge Davis        | 73' |
| 5     | MED   | Cristian Oviedo    | 58' |
| 13    | MED   | Luis Miguel Valle  |     |
| 7     | MED   | Diego Calvo        |     |
| 12    | DEL   | Pablo Gabas        |     |
| D. T. | D. T. | Óscar Ramírez      |     |

| 1     | POR   | Leonel Moreira     |     |
| 8     | DEF   | José Garro         |     |
| 21    | DEF   | Pablo Salazar      |     |
| 90    | DEF   | Waylon Francis     |     |
| 17    | DEF   | Marvin Obando      |     |
| 14    | MED   | Jose Miguel Cubero |     |
| 13    | MED   | Elías Aguilar      | 56' |
| 16    | MED   | Carlos Hernández   | 71' |
| 11    | MED   | Marvin Angulo      | 82' |
| 30    | DEL   | Enoc Pérez         |     |
| 7     | DEL   | Yendrick Ruiz      |     |
| D. T. | D. T. | Claudio Jara       |     |

| 28 | Centrocampista | Juan Gabriel Guzmán | 58' |
| 10 | Centrocampista | Anderson Andrade    | 73' |
| 26 | Delantero      | Álvaro Sánchez      | 95' |

| 10 | Delantero      | Ismael Gómez    | 56' |
| 29 | Centrocampista | Esteban Ramírez | 71' |
| 99 | Delantero      | Diego País      | 82' |

| 110' Álvaro Sánchez | Bandera de Costa Rica |  |

| 86' Ismael Gómez | Bandera de Argentina |  |

| Amonestado · Amonestado | Bandera de Costa Rica · Bandera de Costa Rica |

| Amonestado · Amonestado | Bandera de Costa Rica · Bandera de Costa Rica |

| Expulsado · Otorgado · Expulsado | Bandera de Costa Rica · Bandera de Costa Rica |

| Expulsado · Otorgado · Expulsado | Bandera de Costa Rica · Bandera de Costa Rica |

| Principal  | Walter Quesada |
| Asistentes | Octavio Jara   |
|            | Edwin Medaglia |
| Cuarto     | Hugo Cruz      |

|  |                    |   | [[Archivo:\|border\|30px]] |
|  | Tiros              | - | -                          |
|  | Tiros a puerta     | - | -                          |
|  | Faltas             | - | -                          |
|  | Saques de esquina  | - | -                          |
|  | Penaltis           | - | -                          |
|  | Fueras de juego    | - | -                          |
|  | Posesión del balón | % | %                          |

| 1     | POR   | Patrick Pemberton  |     |
| 6     | DEF   | José Salvatierra   |     |
| 2     | DEF   | Elias Palma        |     |
| 3     | DEF   | Johnny Acosta      |     |
| 14    | DEF   | Cristopher Meneses |     |
| 16    | MED   | Allen Guevara      | 95' |
| 29    | MED   | Jorge Davis        | 73' |
| 5     | MED   | Cristian Oviedo    | 58' |
| 13    | MED   | Luis Miguel Valle  |     |
| 7     | MED   | Diego Calvo        |     |
| 12    | DEL   | Pablo Gabas        |     |
| D. T. | D. T. | Óscar Ramírez      |     |

| 1     | POR   | Leonel Moreira     |     |
| 8     | DEF   | José Garro         |     |
| 21    | DEF   | Pablo Salazar      |     |
| 90    | DEF   | Waylon Francis     |     |
| 17    | DEF   | Marvin Obando      |     |
| 14    | MED   | Jose Miguel Cubero |     |
| 13    | MED   | Elías Aguilar      | 56' |
| 16    | MED   | Carlos Hernández   | 71' |
| 11    | MED   | Marvin Angulo      | 82' |
| 30    | DEL   | Enoc Pérez         |     |
| 7     | DEL   | Yendrick Ruiz      |     |
| D. T. | D. T. | Claudio Jara       |     |

| 28 | Centrocampista | Juan Gabriel Guzmán | 58' |
| 10 | Centrocampista | Anderson Andrade    | 73' |
| 26 | Delantero      | Álvaro Sánchez      | 95' |

| 10 | Delantero      | Ismael Gómez    | 56' |
| 29 | Centrocampista | Esteban Ramírez | 71' |
| 99 | Delantero      | Diego País      | 82' |

| 110' Álvaro Sánchez | Bandera de Costa Rica |  |

| 86' Ismael Gómez | Bandera de Argentina |  |

| Amonestado · Amonestado | Bandera de Costa Rica · Bandera de Costa Rica |

| Amonestado · Amonestado | Bandera de Costa Rica · Bandera de Costa Rica |

| Expulsado · Otorgado · Expulsado | Bandera de Costa Rica · Bandera de Costa Rica |

| Expulsado · Otorgado · Expulsado | Bandera de Costa Rica · Bandera de Costa Rica |

| Principal  | Walter Quesada |
| Asistentes | Octavio Jara   |
|            | Edwin Medaglia |
| Cuarto     | Hugo Cruz      |

|  |                    |   | [[Archivo:\|border\|30px]] |
|  | Tiros              | - | -                          |
|  | Tiros a puerta     | - | -                          |
|  | Faltas             | - | -                          |
|  | Saques de esquina  | - | -                          |
|  | Penaltis           | - | -                          |
|  | Fueras de juego    | - | -                          |
|  | Posesión del balón | % | %                          |

| 1     | POR   | Patrick Pemberton  |     |
| 6     | DEF   | José Salvatierra   |     |
| 2     | DEF   | Elias Palma        |     |
| 3     | DEF   | Johnny Acosta      |     |
| 14    | DEF   | Cristopher Meneses |     |
| 16    | MED   | Allen Guevara      | 95' |
| 29    | MED   | Jorge Davis        | 73' |
| 5     | MED   | Cristian Oviedo    | 58' |
| 13    | MED   | Luis Miguel Valle  |     |
| 7     | MED   | Diego Calvo        |     |
| 12    | DEL   | Pablo Gabas        |     |
| D. T. | D. T. | Óscar Ramírez      |     |

| 1     | POR   | Leonel Moreira     |     |
| 8     | DEF   | José Garro         |     |
| 21    | DEF   | Pablo Salazar      |     |
| 90    | DEF   | Waylon Francis     |     |
| 17    | DEF   | Marvin Obando      |     |
| 14    | MED   | Jose Miguel Cubero |     |
| 13    | MED   | Elías Aguilar      | 56' |
| 16    | MED   | Carlos Hernández   | 71' |
| 11    | MED   | Marvin Angulo      | 82' |
| 30    | DEL   | Enoc Pérez         |     |
| 7     | DEL   | Yendrick Ruiz      |     |
| D. T. | D. T. | Claudio Jara       |     |

| 28 | Centrocampista | Juan Gabriel Guzmán | 58' |
| 10 | Centrocampista | Anderson Andrade    | 73' |
| 26 | Delantero      | Álvaro Sánchez      | 95' |

| 10 | Delantero      | Ismael Gómez    | 56' |
| 29 | Centrocampista | Esteban Ramírez | 71' |
| 99 | Delantero      | Diego País      | 82' |

| 110' Álvaro Sánchez | Bandera de Costa Rica |  |

| 86' Ismael Gómez | Bandera de Argentina |  |

| Amonestado · Amonestado | Bandera de Costa Rica · Bandera de Costa Rica |

| Amonestado · Amonestado | Bandera de Costa Rica · Bandera de Costa Rica |

| Expulsado · Otorgado · Expulsado | Bandera de Costa Rica · Bandera de Costa Rica |

| Expulsado · Otorgado · Expulsado | Bandera de Costa Rica · Bandera de Costa Rica |

| Principal  | Walter Quesada |
| Asistentes | Octavio Jara   |
|            | Edwin Medaglia |
| Cuarto     | Hugo Cruz      |

|  |                    |   | [[Archivo:\|border\|30px]] |
|  | Tiros              | - | -                          |
|  | Tiros a puerta     | - | -                          |
|  | Faltas             | - | -                          |
|  | Saques de esquina  | - | -                          |
|  | Penaltis           | - | -                          |
|  | Fueras de juego    | - | -                          |
|  | Posesión del balón | % | %                          |

| Campeón Liga Deportiva Alajuelense Campeonato #28 |

Plantel del Campeón: Patrick Pemberton, Elías Palma, Johnny Acosta, Kenner Gutiérrez, Cristian Oviedo, José Andrés Salvatierra, Diego Calvo, Armando Alonso, Anderson Andrade, Jean Carlos Solórzano, Pablo Gabas, Luis Miguel Valle, Cristopher Meneses, Francisco Flores, Allen Guevara, Kevin Sancho, Alejandro Aguilar, Verny Ramírez, Dexter Lewis, Ariel Soto, Kenneth García, Álvaro Sánchez, Walter Chévez, Juan Gabriel Guzmán, Jorge Davies, Jorge Gatgens, Alfonso Quesada, Steven Calderón, Guillermo Arias, Esteban Carrillo 

## Datos
1. El Campeonato fue dedicado al exdirigente Carlos "El Cañón" González Loria (q.d.D.g).
2. La Asociación Deportiva Carmelita usó el estadio Alejandro Morera Soto como su sede.
3. El técnico más joven del campeonato fue Randall Chacón del Uruguay de Coronado.